# Fußballklub Austria Wien 2013-2014
Questa voce raccoglie le informazioni riguardanti il Fußballklub Austria Wien nelle competizioni ufficiali della stagione 2013-2014.

## Maglie e sponsor
Lo sponsor tecnico per la stagione 2013-2014 fu Nike, mentre lo sponsor ufficiale fu Verbund. La divisa casalinga era composta da un completo viola con rifiniture rosse. Quella da trasferta era invece bianca e grigia, con rifiniture blu scuro.
| Casa | Trasferta |

## Rosa
| N. |                      | Ruolo | Calciatore          |
| -- | -------------------- | ----- | ------------------- |
| 1  | Austria (bandiera)   | P     | Pascal Grünwald     |
| 3  | Spagna (bandiera)    | C     | David de Paula      |
| 4  | Croazia (bandiera)   | D     | Kaja Rogulj         |
| 5  | Austria (bandiera)   | D     | Lukas Rotpuller     |
| 6  | Austria (bandiera)   | A     | Bernhard Luxbacher  |
| 7  | Slovenia (bandiera)  | C     | Dare Vršič          |
| 8  | Austria (bandiera)   | C     | Tomáš Šimkovič      |
| 9  | Austria (bandiera)   | A     | Rubin Okotie        |
| 10 | Austria (bandiera)   | C     | Alexander Grünwald  |
| 11 | Rep. Ceca (bandiera) | A     | Tomáš Jun           |
| 13 | Austria (bandiera)   | P     | Heinz Lindner       |
| 14 | Austria (bandiera)   | D     | Manuel Ortlechner   |
| 15 | Austria (bandiera)   | D     | Christian Ramsebner |
| 16 | Austria (bandiera)   | A     | Philipp Hosiner     |
| 17 | Austria (bandiera)   | C     | Florian Mader       |

| N. |                                 | Ruolo | Calciatore         |
| -- | ------------------------------- | ----- | ------------------ |
| 18 | Austria (bandiera)              | A     | Thomas Murg        |
| 19 | Austria (bandiera)              | C     | Marko Stanković    |
| 20 | Austria (bandiera)              | A     | Alexander Gorgon   |
| 21 | Austria (bandiera)              | C     | Sascha Horvath     |
| 22 | Austria (bandiera)              | D     | Marin Leovac       |
| 23 | Austria (bandiera)              | A     | Srđan Spiridonović |
| 24 | Austria (bandiera)              | A     | Roman Kienast      |
| 25 | Australia (bandiera)            | C     | James Holland      |
| 26 | Croazia (bandiera)              | P     | Ivan Kardum        |
| 27 | Austria (bandiera)              | D     | Emir Dilaver       |
| 28 | Austria (bandiera)              | A     | Daniel Royer       |
| 29 | Austria (bandiera)              | D     | Markus Suttner     |
| 30 | Austria (bandiera)              | D     | Fabian Koch        |
| 31 | Bosnia ed Erzegovina (bandiera) | P     | Osman Hadžikić     |
| 92 | Norvegia (bandiera)             | A     | Ola Kamara         |

## Calciomercato

### Sessione estiva(dal 01/07 al 31/08)
| Arrivi           | Arrivi              | Arrivi          | Arrivi        |
| R.               | Nome                | da              | Modalità      |
| ---------------- | ------------------- | --------------- | ------------- |
| D                | Christian Ramsebner | Wiener Neustadt | definitivo    |
| A                | Rubin Okotie        | Sturm Graz      | definitivo    |
| A                | Daniel Royer        | Hannover 96     | definitivo    |
| Altre operazioni |                     |                 |               |
| R.               | Nome                | da              | Modalità      |
| A                | Martin Harrer       | Grödig          | fine prestito |

| Partenze | Partenze         | Partenze | Partenze      |
| R.       | Nome             | a        | Modalità      |
| -------- | ---------------- | -------- | ------------- |
| C        | Sebastian Wimmer | Parndorf | prestito      |
| A        | Nacer Barazite   | Monaco   | fine prestito |
| A        | Martin Harrer    | Altach   | prestito      |

### Sessione invernale(dal 01/01 al 31/01)
| Arrivi | Arrivi         | Arrivi      | Arrivi     |
| R.     | Nome           | da          | Modalità   |
| ------ | -------------- | ----------- | ---------- |
| C      | David de Paula | Wolfsberger | definitivo |
| A      | Ola Kamara     | Ried        | definitivo |

| Partenze | Partenze | Partenze | Partenze |
| R.       | Nome     | a        | Modalità |
| -------- | -------- | -------- | -------- |

## Risultati

### Fußball-Bundesliga
| Arbitro: | Harkam (Stiria) |

|                                  |           |  |
| Hosiner 78’ Stanković 90’ (rig.) | Marcatori |  |

| Arbitro: | Schüttengruber (Alta Austria) |

|                                                |           |              |
| Soriano 9’ Alan 28’ Kampl 46’, 73’ Ramalho 64’ | Marcatori | 40’ Grünwald |

| Arbitro: | Schörgenhofer (Dornbirn) |

|                            |           |                                   |
| Stanković 22’, 45’ Jun 61’ | Marcatori | 60’ Gartler 80’ Kragl 85’ Aydogdu |

| Vienna 11 agosto 2013, ore 16:30 4ª giornata | Rapid Vienna     | 0 – 0 referto | Austria Vienna | Gerhard Hanappi Stadion (16.118 spett.)\| Arbitro: \| Lechner (Vienna) \| |
| Arbitro:                                     | Lechner (Vienna) |               |                |                                                                           |

| Arbitro: | Eisner (Stiria) |

|                                                  |           |  |
| Gorgon 8’ Jun 29’ Hosiner 70’, 90’ Stanković 76’ | Marcatori |  |

| Arbitro: | Ouschan (Vorarlberg) |

|             |           |                                                  |
| Baldauf 69’ | Marcatori | 28’ Royer 59’ Grünwald 83’ Stanković 86’ Kienast |

| Arbitro: | Hameter (Bassa Austria) |

|            |           |                |
| Okotie 90’ | Marcatori | 57’ Hinterseer |

| Arbitro: | Drachta (Alta Austria) |

|                                |           |                             |
| Stanković 28’ (rig.) Royer 72’ | Marcatori | 47’, 81’ Leitgeb 66’ Huspek |

| Arbitro: | Muckenhammer (Alta Austria) |

|             |           |                                 |
| Beichler 6’ | Marcatori | 28’ Hosiner 53’ (rig.) Šimkovič |

| Arbitro: | Eisner (Stiria) |

|              |           |  |
| Schicker 82’ | Marcatori |  |

| Arbitro: | Schörgenhofer (Dornbirn) |

|           |           |                  |
| Royer 24’ | Marcatori | 8’ Mané 48’ Alan |

| Arbitro: | Dintar (Burgenland) |

|                |           |             |
| Perstaller 19’ | Marcatori | 16’ Hosiner |

| Arbitro: | Grobelnik (Vienna) |

|  |           |          |
|  | Marcatori | 88’ Boyd |

| Arbitro: | Schüttengruber (Alta Austria) |

|  |           |                             |
|  | Marcatori | 8’, 38’ (rig.), 48’ Kienast |

| Arbitro: | Harkam (Stiria) |

|          |           |  |
| Murg 53’ | Marcatori |  |

| Arbitro: | Dintar (Burgenland) |

|  |           |                                            |
|  | Marcatori | 20’, 40’, 73’ Hosiner 27’ Murg 55’ Suttner |

| Arbitro: | Eisner (Stiria) |

|          |           |  |
| Nutz 63’ | Marcatori |  |

| Arbitro: | Hameter (Bassa Austria) |

|                                     |           |                        |
| Ramsebner 14’ Royer 45’ Hosiner 70’ | Marcatori | 26’ Beichler 90’ Weber |

| Arbitro: | Muckenhammer (Alta Austria) |

|                           |           |                   |
| Kienast 12’ Ramsebner 34’ | Marcatori | 42’, 75’ Schicker |

| Arbitro: | Harkam (Stiria) |

|                                                 |           |  |
| André Ramalho 23’ Berisha 38’ Alan 38’ Mané 87’ | Marcatori |  |

| Arbitro: | Eisner (Stiria) |

|            |           |                    |
| Rogulj 84’ | Marcatori | 49’ (rig.) Gartler |

| Arbitro: | Drachta (Alta Austria) |

|                                                |           |              |
| Rogulj 36’ (aut.) Sabitzer 80’ Sonnleitner 84’ | Marcatori | 26’ de Paula |

| Arbitro: | Schörgenhofer (Dornbirn) |

|             |           |              |
| Salamon 10’ | Marcatori | 90’ Rakowitz |

| Wolfsberg 22 febbraio 2014, ore 19:00 24ª giornata | Wolfsberger     | 0 – 0 referto | Austria Vienna | Lavanttal-Arena (8.800 spett.)\| Arbitro: \| Harkam (Stiria) \| |
| Arbitro:                                           | Harkam (Stiria) |               |                |                                                                 |

### ÖFB-Cup
| Arbitro: | Hameter (Bassa Austria) |

|  |           |                                        |
|  | Marcatori | 21’ Hosiner 28’ Grünwald 73’ Stanković |

| Arbitro: | Schüttengruber (Alta Austria) |

|                     |           |         |
| Stadler 9’ Dorn 90’ | Marcatori | 50’ Jun |

### Champions League
| Arbitro: | Madden |

|           |           |  |
| Royer 25’ | Marcatori |  |

| Hafnarfjörður 7 agosto 2013, ore 16:00 Terzo turno di qualificazione Ritorno | FH Hafnarfjörður | 0 – 0 referto | Austria Vienna | Kaplakrikavöllur\| Arbitro: \| Yordanov \| |
| Arbitro:                                                                     | Yordanov         |               |                |                                            |

| Arbitro: | Webb |

|  |           |                          |
|  | Marcatori | 68’ Leovac 75’ Stanković |

| Arbitro: | Tagliavento |

|                      |           |                                        |
| Mader 5’ Kienast 82’ | Marcatori | 33’ Brozović 43’ Fernandes 70’ Bećiraj |

| Arbitro: | Thomson |

|  |           |              |
|  | Marcatori | 55’ González |

| San Pietroburgo 1º ottobre 2013, ore 20:00 Fase a gironi 2ª giornata | Zenit San Pietroburgo | 0 – 0 referto | Austria Vienna | Stadion Petrovskij\| Arbitro: \| Aytekin \| |
| Arbitro:                                                             | Aytekin               |               |                |                                             |

| Arbitro: | Orsato |

|  |           |                                     |
|  | Marcatori | 8’ Raúl García 20’, 53’ Diego Costa |

| Arbitro: | Vad |

|                                                             |           |  |
| Miranda 11’ Raúl García 25’ Filipe Luís 45’ Diego Costa 25’ | Marcatori |  |

| Arbitro: | Hațegan |

|              |           |             |
| Martínez 48’ | Marcatori | 11’ Kienast |

| Arbitro: | Stavrev |

|                                      |           |              |
| Hosiner 44’, 51’ Jun 58’ Kienast 90’ | Marcatori | 35’ Keržakov |